# Supercoppa italiana 2007
La Supercoppa italiana 2007, denominata Supercoppa TIM per ragioni di sponsorizzazione, è stata la 20ª edizione della competizione disputata il 19 agosto 2007 allo stadio Giuseppe Meazza di Milano.
La sfida è stata disputata tra l'Inter, vincitrice della Serie A 2006-07, e la Roma, detentrice della Coppa Italia 2006-07. A conquistare il titolo furono i giallorossi, che sconfissero i nerazzurri per 1-0 grazie ad un calcio di rigore realizzato da Daniele De Rossi a 12 minuti dal termine.

## Partecipanti
| Squadre | Qualificazione                         | Partecipazioni precedenti (il grassetto indica la vittoria) |
| ------- | -------------------------------------- | ----------------------------------------------------------- |
| Inter   | Vincitore della Serie A 2006-2007      | 4 (1989, 2000, 2005, 2006)                                  |
| Roma    | Vincitore della Coppa Italia 2006-2007 | 3 (1991, 2001, 2006)                                        |

## Tabellino
| Arbitro: | Rosetti (Torino) |

|  |           |                     |
|  | Marcatori | 78’ (rig.) De Rossi |

| Internazionale | Roma |

### Formazioni
| Inter           |    |                    |             |
|                 |    |                    |             |
| P               | 12 | Júlio César        |             |
| D               | 16 | Nicolás Burdisso   | 87’         |
| D               | 2  | Iván Córdoba       |             |
| D               | 23 | Marco Materazzi    | Ammonizione |
| D               | 26 | Cristian Chivu     |             |
| C               | 4  | Javier Zanetti (C) |             |
| C               | 14 | Patrick Vieira     | 67’         |
| C               | 15 | Olivier Dacourt    | 53’         |
| C               | 5  | Dejan Stanković    | Ammonizione |
| A               | 29 | David Suazo        |             |
| A               | 8  | Zlatan Ibrahimović | Ammonizione |
| A disposizione: |    |                    |             |
| P               | 1  | Francesco Toldo    |             |
| D               | 6  | Maxwell            |             |
| D               | 25 | Walter Samuel      |             |
| C               | 19 | Esteban Cambiasso  | 67’         |
| C               | 7  | Luís Figo          | 53’         |
| A               | 9  | Julio Cruz         | 87’         |
| A               | 18 | Hernán Crespo      |             |
| Allenatore:     |    |                    |             |
| Roberto Mancini |    |                    |             |

| Roma              |    |                     |             |
|                   |    |                     |             |
| P                 | 32 | Doni                | Ammonizione |
| D                 | 77 | Marco Cassetti      |             |
| D                 | 5  | Philippe Mexès      | Ammonizione |
| D                 | 2  | Christian Panucci   | Ammonizione |
| D                 | 22 | Max Tonetto         | Ammonizione |
| C                 | 16 | Daniele De Rossi    |             |
| C                 | 8  | Alberto Aquilani    |             |
| C                 | 11 | Rodrigo Taddei      |             |
| A                 | 14 | Ludovic Giuly       | 78’         |
| A                 | 10 | Francesco Totti (C) |             |
| A                 | 9  | Mirko Vučinić       | 90+1’       |
| A disposizione:   |    |                     |             |
| P                 | 1  | Gianluca Curci      |             |
| D                 | 13 | Marco Andreolli     |             |
| D                 | 28 | Aleandro Rosi       | 90+1’       |
| C                 | 33 | Matteo Brighi       | 78’         |
| C                 | 20 | Simone Perrotta     |             |
| A                 | 30 | Mancini             |             |
| A                 | 23 | Shabani Nonda       |             |
| Allenatore:       |    |                     |             |
| Luciano Spalletti |    |                     |             |